# Polyommatus crassipuncta
Polyommatus crassipuncta är en fjärilsart som beskrevs av Courvoisier 1903. Polyommatus crassipuncta ingår i släktet Polyommatus och familjen juvelvingar. Inga underarter finns listade i Catalogue of Life.